# Christian Duvaleix
Pour les articles homonymes, voir Duvaleix.
Christian Duvaleix, né Christian Jean Frédéric Duvaleix le 13 mars 1923 à Tunis et mort le 28 juillet 1979 à Garches, est un acteur, scénariste et réalisateur français.

## Biographie
Il est l'une des grandes figures de la troupe des Branquignols, créée par Robert Dhéry.
Il est le fils d'Albert Duvaleix avec qui il est enterré au cimetière de Garches (Hauts-de-Seine).

## Filmographie
- 1941 : Premier rendez-vous, d'Henri Decoin - (non crédité : un élève du collège)
- 1942 : À vos ordres, Madame, de Jean Boyer - (non crédité : un groom)
- 1943 : Mademoiselle Béatrice, de Max de Vaucorbeil
- 1946 : Boîte de nuit, court métrage de Pierre Blondy
- 1947 : Le Bâton, court métrage de Maurice Gibaud
- 1947 : Les Aventures des Pieds-Nickelés, de Marcel Aboulker - (un gangster)
- 1949 : Branquignol, de Robert Dhéry
- 1949 : Docteur Laennec, de Maurice Cloche - (le charlatan)
- 1949 : Bal Cupidon, de Marc-Gilbert Sauvajon - (le photographe)
- 1950 : La fabrication du savon, court métrage de Bernard Borderie
- 1950 : Nous irons à Paris, de Jean Boyer - (Paul, compositeur)
- 1951 : Pas de vacances pour Monsieur le Maire, de Maurice Labro - (coscénariste du film)
- 1951 : Le Roi du bla bla bla, de Maurice Labro - (Moustique)
- 1953 : Saluti e baci (La Route du bonheur), de Maurice Labro et Giorgio Simonelli - (l'huissier Pellegrino)
- 1953 : Au diable la vertu, de Jean Laviron - (Robert Trémieux)
- 1953 : La Tournée des grands ducs, d'André Pellenc et Norbert Carbonnaux - (Gaston)
- 1954 : Les Corsaires du Bois de Boulogne, de Norbert Carbonnaux - (Cyprien)
- 1955 : Bonjour sourire ou Sourire aux lèvres, de Claude Sautet - (Christian Duvaleix)
- 1956 : Trois hommes dans un bateau (Three Men in a Boat), de Ken Annakin - (un pianiste)
- 1956 : Dry Rot, de Maurice Elvey - (Polignac)
- 1956 : A la Jamaïque, d'André Berthomieu
- 1957 : C'est arrivé à 36 chandelles, d'Henri Diamant-Berger
- 1957 : Comme un cheveu sur la soupe, de Maurice Regamey - (le journaliste)
- 1957 : Mademoiselle et son gang, de Jean Boyer - (Juju)
- 1958 : La Vie à deux, de Clément Duhour - (Jean)
- 1958 : La Tour, prends garde !, de Georges Lampin - (Passelacet)
- 1959 : Meurtre au ralenti, de Jean-Paul Carrère
- 1960 : Un couple, de Jean-Pierre Mocky - (Alex)
- 1961 : La Belle Américaine, de Robert Dhéry - (le curé)
- 1963 : Le Wagon-lit, court métrage de Christian Duvaleix (réalisation et scénario)
- 1963 : Deux Têtes folles - Paris qui pétille (Paris when it sizzles), de Richard Quine
- 1964 : Paris (maitre d'hôtel)
- 1964 : Le Cinéma, court métrage de Christian Duvaleix (réalisation et scénario)
- 1964 : Le Gain de temps, court métrage de Christian Duvaleix (réalisation et scénario)
- 1964 : Premier avril, court métrage de Christian Duvaleix (réalisation et scénario)
- 1968 : Isadora, de Karel Reisz - (Armand)
- 1970 : La Promesse de l'aube, de Jules Dassin
- 1970 : Solo, de Jean-Pierre Mocky - (l'inspecteur Larrighi)
- 1974 : Vos gueules, les mouettes !, de Robert Dhéry - (Maman Kenavec)
- 1974 : Un linceul n'a pas de poches, de Jean-Pierre Mocky - (Jo)
- 1974 : Le Plumard en folie, de Jacques Lemoine - (l'évadé)
- 1977 : La Vie parisienne, de Christian-Jaque - (Frick)
- 1979 : Les Fabuleuses Aventures du légendaire Baron de Munchausen, film d'animation de Jean Image - (voix)

### Réalisation pour la télévision
- 1964 : Félix : série télévisée

## Théâtre
- 1942 : Sylvie et le fantôme d'Alfred Adam, mise en scène André Barsacq, théâtre de l'Atelier
- 1943 : L'École des ménages d'Honoré de Balzac, mise en scène Jean Meyer, théâtre Saint-Georges
- 1947 : Hop Signor ! de Michel de Ghelderode, mise en scène Catherine Toth, théâtre de l'Œuvre
- 1948 : Les Branquignols : lyrics Francis Blanche, musique Gérard Calvi, premier spectacle au théâtre La Bruyère
- 1950 : Deburau de et mise en scène Sacha Guitry, théâtre du Gymnase
- 1950 : Il faut marier maman comédie musicale de Marc-Cab et Serge Veber, musique Guy Lafarge, mise en scène Pierre Dux, théâtre de Paris
- 1951 : Une nuit à Megève de Jean de Letraz, mise en scène Parisys, théâtre Michel
- 1953 : Ne tirez pas… sur le pianiste de Darry Cowl et Christian Duvaleix, théâtre des Célestins
- 1955 : Voulez-vous jouer avec moâ ? de Marcel Achard, mise en scène André Villiers, Théâtre en Rond
- 1957 : Le monsieur qui a perdu ses clefs de Michel Perrin, mise en scène Raymond Gérôme, théâtre Édouard VII
- 1966 : Ange pur de Gaby Bruyère, mise en scène Francis Joffo, théâtre Édouard VII
- 1973 : Les Branquignols de et mise en scène par Robert Dhéry, théâtre La Bruyère
- 1974 : Le Petit Fils du Cheik de et mise en scène par Robert Dhéry et Colette Brosset, théâtre des Bouffes-Parisiens

## Discographie
- « Le fan », Les snobs par quelques-uns des leurs, 33 tours, 25 cm, Le Chant du monde, 1953.